# Eliminatórias da Copa do Mundo de Rugby Union de 1991
As Eliminatórias da Copa do Mundo de Rugby Union 1991 realizada na Inglaterra começaram na Copa do Mundo de Rugby Union de 1987, onde os dois primeiros de cada grupo garantiram vaga para a Copa seguinte. 
Ao todo participaram 25 equipas, que somados com os 8 já classificados, totalizaram 33 nações envolvidas nas eliminatórias.

## Seleções já classificadas
Seleções classificadas de acordo com a performance em relação a edição de 1987.
| Europa                                                    | Oceania                            |
| --------------------------------------------------------- | ---------------------------------- |
| - Escócia - França - Inglaterra - Irlanda - País de Gales | - Austrália - Nova Zelândia - Fiji |

## Eliminatórias Continentais
| Continente   | Número de Vagas | Selecções Classificadas         |
| ------------ | --------------- | ------------------------------- |
| África       | 1               | Zimbabwe                        |
| Américas     | 3               | Argentina Canadá Estados Unidos |
| Europa       | 2               | Itália Romênia                  |
| Ásia/Oceania | 1               | Samoa Ocidental Japão           |

## Eliminatórias Áfricanas
| 5 de maio de 1990 |       |          |                        |
| Tunísia           | 16-12 | Marrocos | Police Grounds, Harare |
|                   |       |          | Police Grounds, Harare |

| 5 de maio de 1990 |      |                 |                        |
| Zimbabwe          | 22-9 | Costa do Marfim | Police Grounds, Harare |
|                   |      |                 | Police Grounds, Harare |

| 8 de maio de 1990 |      |          |                        |
| Zimbabwe          | 16-0 | Marrocos | Police Grounds, Harare |
|                   |      |          | Police Grounds, Harare |

| 8 de maio de 1990 |      |                 |                        |
| Tunísia           | 12-7 | Costa do Marfim | Police Grounds, Harare |
|                   |      |                 | Police Grounds, Harare |

| 12 de maio de 1990 |      |         |                        |
| Zimbabwe           | 24-3 | Tunísia | Police Grounds, Harare |
|                    |      |         | Police Grounds, Harare |

| 12 de maio de 1990 |      |                 |                        |
| Marrocos           | 11-4 | Costa do Marfim | Police Grounds, Harare |
|                    |      |                 | Police Grounds, Harare |

### Classificação
| Seleção         | Vitórias | Empates | Derrotas | Pontos a favor | Pontos contra | Pontos +/- | Pontos |
| --------------- | -------- | ------- | -------- | -------------- | ------------- | ---------- | ------ |
| Zimbabwe        | 3        | 0       | 0        | 62             | 21            | +41        | 9      |
| Tunísia         | 2        | 0       | 1        | 31             | 43            | -12        | 7      |
| Marrocos        | 1        | 0       | 2        | 32             | 36            | -4         | 5      |
| Costa do Marfim | 0        | 0       | 3        | 20             | 45            | -25        | 3      |

 Zimbabwe qualificada para Copa do Mundo de Rugby Union de 1991.

## Eliminatórias Américanas
| 23 de setembro de 1889 |      |                |                      |
| Canadá                 | 21-3 | Estados Unidos | Stanley Park Toronto |
|                        |      |                | Stanley Park Toronto |

| 8 de novembro de 1989 |      |                |                                      |
| Argentina             | 23-6 | Estados Unidos | Estadio José Amalfitani Buenos Aires |
|                       |      |                | Estadio José Amalfitani Buenos Aires |

| 30 de março de 1990 |      |           |                                       |
| Canadá              | 15-6 | Argentina | Burnaby Lake Sports Complex Vancouver |
|                     |      |           | Burnaby Lake Sports Complex Vancouver |

| 7 de abril de 1990 |      |           |               |
| Estados Unidos     | 6-13 | Argentina | Santa Barbara |
|                    |      |           | Santa Barbara |

| 09 de junho de 1990 |       |        |                       |
| Estados Unidos      | 14-12 | Canadá | Chief Stealth Seattle |
|                     |       |        | Chief Stealth Seattle |

| 16 de junho de 1990 |         |        |                                      |
| Argentina           | 15 - 19 | Canadá | Estadio José Amalfitani Buenos Aires |
|                     |         |        | Estadio José Amalfitani Buenos Aires |

### Classificação
| Seleção        | Vitórias | Empates | Derrotas | Pontos a favor | Pontos contra | Pontos +/- | Pontos |
| -------------- | -------- | ------- | -------- | -------------- | ------------- | ---------- | ------ |
| Canadá         | 3        | 0       | 1        | 67             | 38            | +29        | 10     |
| Argentina      | 2        | 0       | 2        | 57             | 46            | +11        | 8      |
| Estados Unidos | 1        | 0       | 3        | 29             | 69            | -40        | 6      |

As três equipes envolvidas, Canadá, Estados Unidos e Argentina se classificaram. Jogos usados para determinar a ordem e grupo da Copa do Mundo de Rugby Union de 1991.

## Eliminatórias Europeas

### Fase 1

#### Groupo 1
| 30 de abril de 1989 |       |        |        |
| Suíça               | 22-15 | Israel | Chinon |
|                     |       |        | Chinon |

| 30 de abril de 1989 |      |           |        |
| Suécia              | 29-0 | Dinamarca | Chinon |
|                     |      |           | Chinon |

| 2 de maio de 1989 |       |       |       |
| Dinamarca         | 26-12 | Suíça | Tours |
|                   |       |       | Tours |

| 2 de maio de 1989 |       |        |       |
| Suécia            | 26-10 | Israel | Tours |
|                   |       |        | Tours |

| 4 de maio de 1989 |      |        |        |
| Dinamarca         | 16-6 | Israel | Loches |
|                   |      |        | Loches |

| 4 de maio de 1989 |       |       |       |
| Suécia            | 33-15 | Suíça | Tours |
|                   |       |       | Tours |

##### Classificação
| Seleção   | Vitórias | Empates | Derrotas | Pontos a favor | Pontos contra | Pontos +/- | Pontos |
| --------- | -------- | ------- | -------- | -------------- | ------------- | ---------- | ------ |
| Suécia    | 3        | 0       | 0        | 88             | 25            | +63        | 9      |
| Dinamarca | 2        | 0       | 1        | 42             | 45            | -3         | 7      |
| Suíça     | 1        | 0       | 2        | 47             | 74            | -27        | 5      |
| Israel    | 0        | 0       | 3        | 31             | 64            | -33        | 3      |

 Suécia qualificada para Final da Fase 1.

#### Groupo 2

##### 1 rodada
| 9 de setembro de 1989 |      |            |        |
| Tchecoslováquia       | 23-6 | Iugoslávia | Vyškov |
|                       |      |            | Vyškov |

 Tchecoslováquia qualificada para 2 rodada

##### 2 rodada
| 9 de setembro de 1989 |      |               |            |
| Alemanha Ocidental    | 6-12 | Países Baixos | Heidelberg |
|                       |      |               | Heidelberg |

| 1 de outubro de 1989 |       |          |        |
| Tchecoslováquia      | 13-15 | Portugal | Říčany |
|                      |       |          | Říčany |

 Países Baixos e  Portugal qualificadas para 3 rodada.

##### 3 rodada
| 8 de outubro de 1989 |      |          |      |
| Países Baixos        | 32-3 | Portugal | Metz |
|                      |      |          | Metz |

 Países Baixos qualificada para Final da Fase 1.

#### Final Fase 1
| 15 de outubro de 1989 |      |        |           |
| Países Baixos         | 24-3 | Suécia | Copenhaga |
|                       |      |        | Copenhaga |

 Países Baixos qualificada para Fase 2.

### Fase 2
| 29 de outubro de 1989 |         |         |        |
| Polônia               | 25 - 23 | Bélgica | Madrid |
|                       |         |         | Madrid |

| 29 de outubro de 1989 |         |               |        |
| Espanha               | 29 - 15 | Países Baixos | Madrid |
|                       |         |               | Madrid |

| 1 de novembro de 1989 |        |         |        |
| Espanha               | 38 - 9 | Polônia | Madrid |
|                       |        |         | Madrid |

| 1 de novembro de 1989 |         |         |        |
| Países Baixos         | 32 - 12 | Bélgica | Madrid |
|                       |         |         | Madrid |

| 5 de novembro de 1989 |         |         |        |
| Países Baixos         | 33 - 27 | Polônia | Madrid |
|                       |         |         | Madrid |

| 5 de novembro de 1989 |        |         |        |
| Espanha               | 58 - 9 | Bélgica | Madrid |
|                       |        |         | Madrid |

#### Classificação
| Seleção       | Vitórias | Empates | Derrotas | Pontos a favor | Pontos contra | Pontos +/- | Pontos |
| ------------- | -------- | ------- | -------- | -------------- | ------------- | ---------- | ------ |
| Espanha       | 3        | 0       | 0        | 125            | 33            | +92        | 9      |
| Países Baixos | 2        | 0       | 1        | 80             | 68            | +12        | 7      |
| Polônia       | 1        | 0       | 2        | 61             | 94            | -33        | 5      |
| Bélgica       | 0        | 0       | 3        | 44             | 115           | -71        | 3      |

 Espanha e  Países Baixos qualificadas para Fase 3.

### Fase 3
| 30 de setembro de 1990 |         |      |        |
| Itália                 | Espanha | 30-6 | Rovigo |
|                        |         |      | Rovigo |

| 30 de setembro de 1990 |               |      |         |
| Romênia                | Países Baixos | 45-7 | Treviso |
|                        |               |      | Treviso |

| 3 de outubro de 1900 |               |       |         |
| Itália               | Países Baixos | 24-11 | Treviso |
|                      |               |       | Treviso |

| 3 de outubro de 1900 |         |      |        |
| Romênia              | Espanha | 19-6 | Padova |
|                      |         |      | Padova |

| 7 de outubro de 1900 |               |       |        |
| Espanha              | Países Baixos | 22-12 | Rovigo |
|                      |               |       | Rovigo |

| 7 de outubro de 1900 |         |       |        |
| Itália               | Romênia | 29-21 | Padova |
|                      |         |       | Padova |

#### Classificação
| Seleção       | Vitórias | Empates | Derrotas | Pontos a favor | Pontos contra | Pontos +/- | Pontos |
| ------------- | -------- | ------- | -------- | -------------- | ------------- | ---------- | ------ |
| Itália        | 3        | 0       | 0        | 83             | 38            | +45        | 9      |
| Romênia       | 2        | 0       | 1        | 85             | 42            | +43        | 7      |
| Espanha       | 1        | 0       | 2        | 34             | 61            | -27        | 5      |
| Países Baixos | 0        | 0       | 3        | 30             | 91            | -61        | 3      |

 Itália e  Romênia qualificadas para Copa do Mundo de Rugby Union de 1991.

## Eliminatórias Ásia/Oceania
| 8 de abril de 1990 |       |         |        |
| Tonga              | Japão | 16 - 28 | Tóquio |
|                    |       |         | Tóquio |

| 8 de abril de 1990 |               |        |        |
| Samoa Ocidental    | Coreia do Sul | 74 - 7 | Tóquio |
|                    |               |        | Tóquio |

| 11 de abril de 1990 |               |       |        |
| Japão               | Coreia do Sul | 26-10 | Tóquio |
|                     |               |       | Tóquio |

| 11 de abril de 1990 |       |      |        |
| Samoa Ocidental     | Tonga | 12-3 | Tóquio |
|                     |       |      | Tóquio |

| 15 de abril de 1990 |                 |       |        |
| Japão               | Samoa Ocidental | 11-37 | Tóquio |
|                     |                 |       | Tóquio |

| 15 de abril de 1990 |               |         |        |
| Tonga               | Coreia do Sul | 45 - 22 | Tóquio |
|                     |               |         | Tóquio |

### Classificação
| Seleção         | Vitórias | Empates | Derrotas | Pontos a favor | Pontos contra | Pontos +/- | Pontos |
| --------------- | -------- | ------- | -------- | -------------- | ------------- | ---------- | ------ |
| Samoa Ocidental | 3        | 0       | 0        | 123            | 21            | +102       | 9      |
| Japão           | 2        | 0       | 1        | 65             | 63            | +2         | 7      |
| Tonga           | 1        | 0       | 2        | 64             | 62            | +2         | 5      |
| Coreia do Sul   | 0        | 0       | 3        | 39             | 145           | -106       | 3      |

 Samoa Ocidental e  Japão qualificadas para Copa do Mundo de Rugby Union de 1991.

## Ver tambem
- Copa do Mundo de Rugby Union de 1991